# Horaglanis krishnai
Horaglanis krishnai је зракоперка из реда Siluriformes и фамилије Clariidae.

## Угроженост
Ова врста се сматра рањивом у погледу угрожености врсте од изумирања.

## Распрострањење
Ареал врсте је ограничен на једну државу, Индију.

## Станиште
Станиште врсте су слатководна подручја, посебно извори.